# Joseph Flores
 (juin 2019).
Si vous disposez d'ouvrages ou d'articles de référence ou si vous connaissez des sites web de qualité traitant du thème abordé ici, merci de compléter l'article en donnant les références utiles à sa vérifiabilité et en les liant à la section « Notes et références ».
Joseph Flores, né le 12 août 1900 à Hagåtña et mort le 18 décembre 1981 dans la même ville, est un homme politique américain. Membre du Parti démocrate, il est le 4e gouverneur désigné de Guam du 9 juillet 1960 au 20 mai 1961, nommé par le président Eisenhower.